# Libor Klimek
Libor Klimek (* 1985) je slovenský právník, vysokoškolský učitel a vědecký spisovatel.
Vystudoval právo do roku 2010 na Fakultě práva Panevropské vysoké školy (PEVŠ) v Bratislavě. V roce 2013 ukončil na PEVŠ postgraduální studium obhajobou disertační práce Evropský zatýkací rozkaz (European arrest warrant) jako doktor práv (JUDr.).
V současné době[kdy?] působí pod vedením profesora Květoně Holcra jako výzkumný pracovník ve Výzkumném kriminologickém centru Fakulty práva PEVŠ. V publikační činnosti se specializuje výlučně na trestní právo v mezinárodním kontextu, zejména na trestní právo Evropské unie. Habilitoval na Právnické fakultě Trnavské univerzity v Trnavě ve studijním oboru trestní právo s prací Mutual Recognition of Judicial Decisions in European Criminal Law a v současnosti je členem Katedry trestního práva, kriminalistiky a kriminologie Právnické fakulty Univerzity Matěja Bela v Bánské Bystrici. 
Je členem redakční rady mezinárodního vědeckého časopisu EU Law Journal. Na Fakultě práva PEVŠ vyučuje Trestní právo Evropské unie.

## Monografie
- spolu s: Ivor, J., Záhora, J.: Trestné právo Európskej únie a jeho vplyv na právny poriadok Slovenskej republiky. Eurokódex, Žilina 2013, ISBN 978-80-8155-017-1.
- European arrest warrant (Evropský zatýkací rozkaz). Springer, Cham 2015, ISBN 978-3-319-35961-8. doi:10.1007/978-3-319-07338-5
- spolu s: Záhora, J., Holcr, K.: Počítačová kriminalita v európskych súvislostiach. Wolters Kluwer SK, Martin 2016, ISBN 978-80-8168-538-5.
- Mutual Recognition of Judicial Decisions in European Criminal Law. Springer, Cham 2017, ISBN 978-3-319-44375-1.
- spolu s: Šramel, B.: Vzájomné uznávanie peňažných sankcií v Európskej únii. Wolters Kluwer SK, Martin 2017, ISBN 978-80-8168-581-1.
- Základy trestného práva Európskej únie. Wolters Kluwer SK, Martin 2017, ISBN 978-80-8168-601-6.